# 크리스티앙 페레
크리스티앙 페레(프랑스어: Christian Perez, 1963년 5월 13일, 프로방스-알프-코트 다쥐르 지방 마르세유 ~)는 프랑스의 전직 축구 선수로, 현역 시절 공격수로 말년에는 공격형 미드필더로 활약했다.

## 클럽 경력
부슈-뒤-론 주 마르세유 출신인 페레는 11년 동안 님, (16세의 나이로 신고식을 치르고, 1부부터 3부까지의 프랑스 축구 리그 경기에 출전) 몽펠리에, 파리 생-제르맹, 모나코, 그리고 릴 소속으로 268번의 리그 1 경기에 출전해 44골을 기록했다.
페레는 1997년 34세의 나이로 중국 슈퍼리그의 상하이 선화에서 2년을 보내고 은퇴했다.

## 국가대표팀 경력
페레는 1988년 11월 19일에 2-3으로 패한 유고슬라비아와의 1990년 월드컵 예선전 원정 경기에서 첫 프랑스 국가대표팀을 치른 이래 총 22번의 국가대표팀 경기에 출전했다. 미셸 플라티니 감독의 유로 1992 본선 명단에 오른 페레는 스웨덴 무대의 3경기에 90분 미만을 출전했고, 조별 리그를 넘지 못했다.

## 수상
님
- 쿠프 드 프랑스 준우승: 1995–96